# Echinocereus roetteri
Echinocereus roetteri är en kaktusväxtart som först beskrevs av Georg George Engelmann, och fick sitt nu gällande namn av Rümpler. Echinocereus roetteri ingår i släktet Echinocereus och familjen kaktusväxter. Inga underarter finns listade i Catalogue of Life.

## Bildgalleri

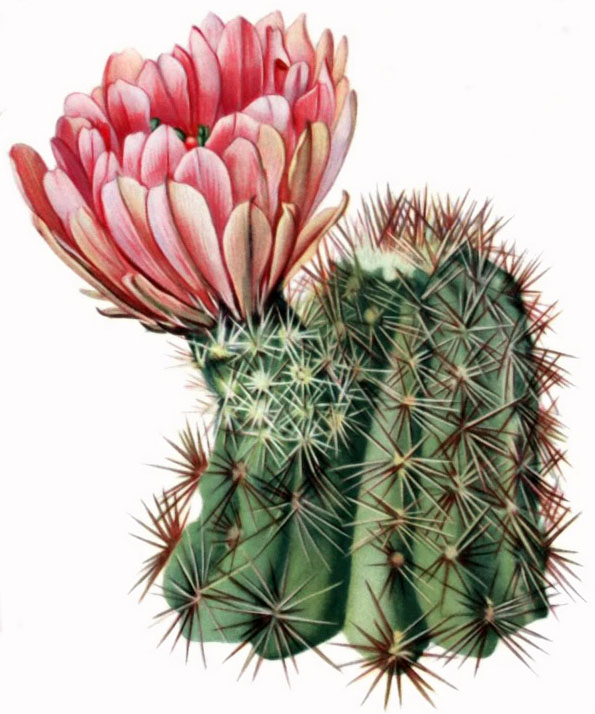
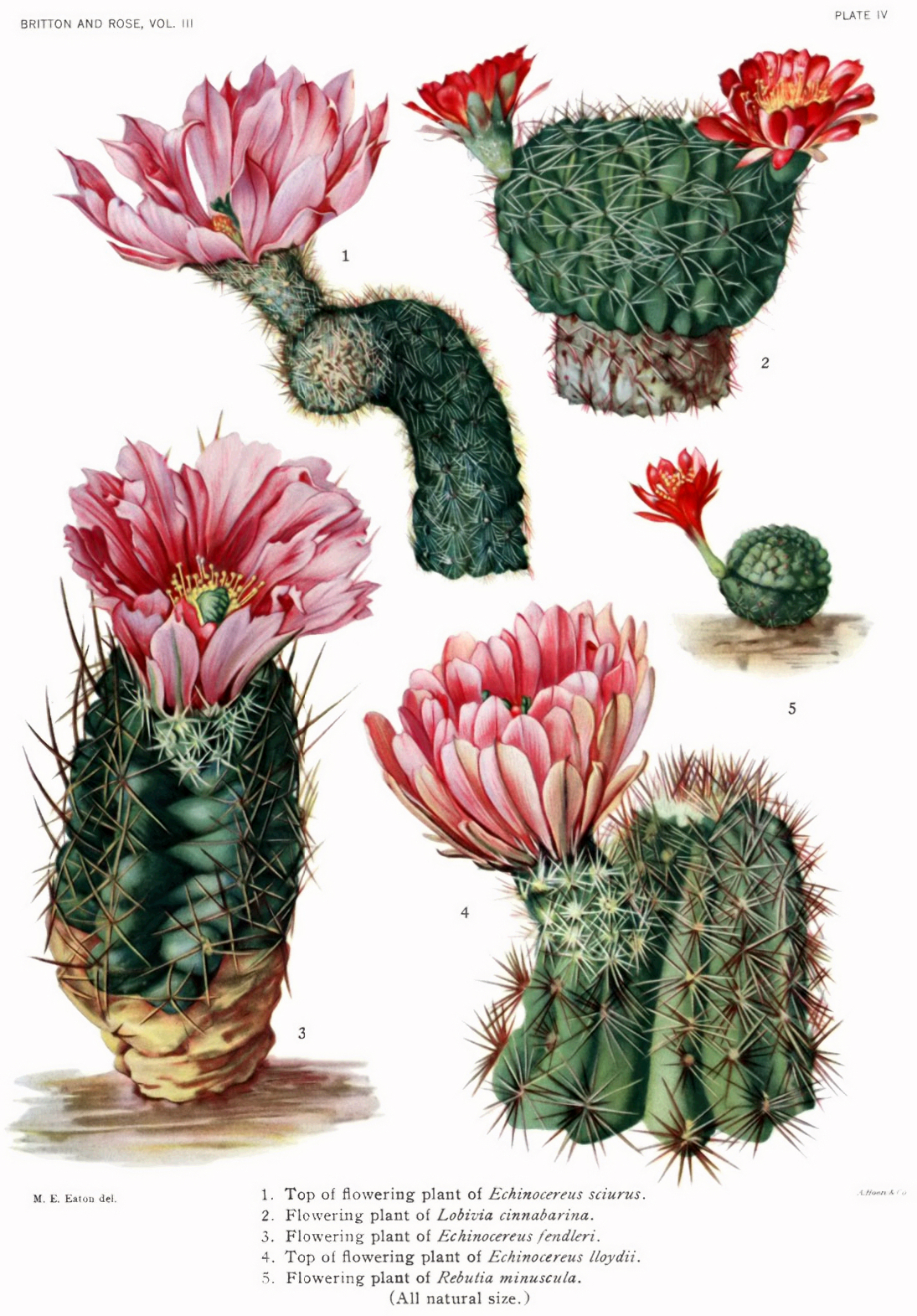